# Bassem Breche
Bassem Breche (Líban, 1978) és un director de cinema libanés, notable per ser membre de l'equip que va realitzar Shankaboot, una sèrie libanesa que es pot visualitzar en internet i ha sigut nombrada com el "primer drama web àrab del món".
Abans de Shankaboot, Breish havia sigut actor i director d'una pel·lícula feta per a la televisió, a més de fer una pel·lícula d'estudiant, Both, mentre era estudiant al Regne Unit.

## Premis
Breish va rebre el Premi Robert Bosch Stiftung de ficció per l'any 2013. El concurs de cinema de 2013 es va dedicar a la cooperació entre Alemanya i el món àrab, amb molts dels participants procedents del Líban.
El 2023 va rebre la Palmera d'Or de la Mostra de València per Riverbed, que també rebé el reconeixement a millor fotografia i millor banda sonora.